# 青山葬儀所
青山葬儀所（あおやまそうぎしょ）は、東京都港区南青山にある公営斎場。別名は青山斎場。

## 概要

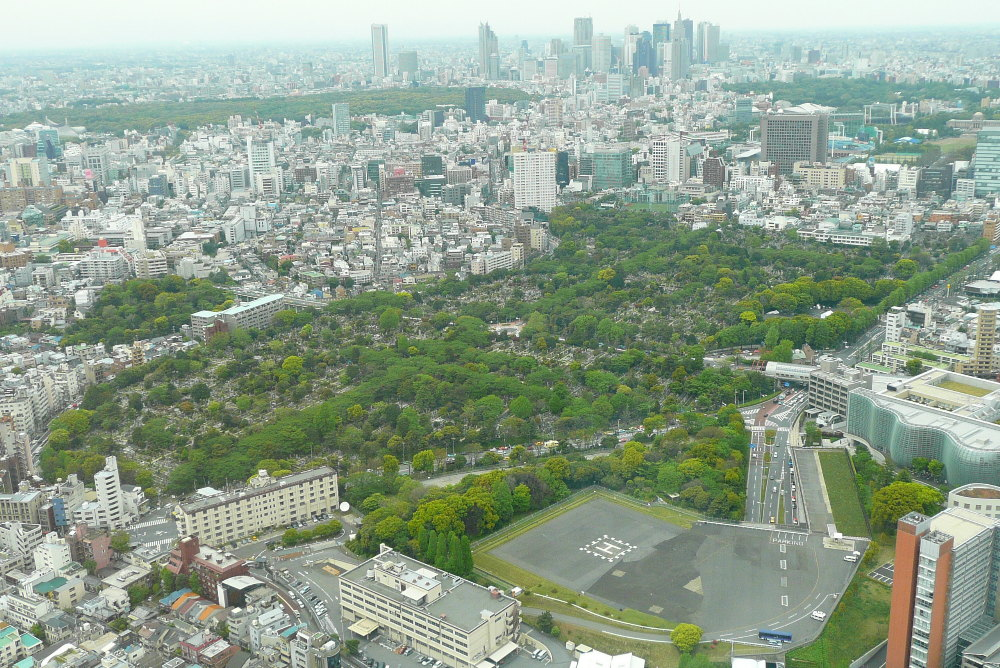
青山霊園全景

青山霊園の一角に在り、東京都区部にある葬儀式場としては大規模な葬儀が可能な公営の葬儀式場である。別名で青山斎場とも呼ばれることがあり、一般的に斎場というと火葬場を連想されるが、ここには火葬場は無い。
東京都港区内の一等地の立地で大規模な葬儀が可能なため、多くの人々やメディアが集まることが予想される、いわゆる芸能人や著名人の葬儀会場として使用されることが多いことでも知られる。
施設の老朽化が顕著であることから、令和3年4月1日から施設の利用を休止した。東京都建設局は青山葬儀所を建替え、令和7年度中に新施設の利用を開始する予定であると令和4年4月22日に公表した。。

## 沿革
- 1901年（明治34年） - 民間の斎場として開設[3]。
- 1925年（大正14年） - 施設が旧東京市に寄附される。
- 1945年（昭和20年） - 戦災により施設が焼失。
- 1953年（昭和28年） - 現在の場所に木造平屋建てで再建される。
- 1974年（昭和49年） - 旧施設の老朽化に伴い式場や管理事務所が入る管理棟を鉄骨鉄筋造の洋風建築として改築。
- 2006年（平成18年）から、株式会社日比谷花壇グループが指定管理者として管理運営を行っている[4]。
- 2011年（平成23年） - 待合室を備えた集会所が建設される。
- 2021年（令和03年） - 利用休止。
- 2022年（令和04年） - 建替え予定を公表[2]。